# 山形県小学校一覧
山形県小学校一覧（やまがたけんしょうがっこういちらん）は、山形県の小学校および義務教育学校（前期課程）の一覧。

## 国立小学校
- 山形大学附属小学校

## 公立小学校・義務教育学校

### 山形市
- 山形市立第一小学校
- 山形市立第二小学校
- 山形市立第三小学校
- 山形市立第四小学校
- 山形市立第五小学校
- 山形市立第六小学校
- 山形市立第七小学校
- 山形市立第八小学校
- 山形市立第九小学校
- 山形市立第十小学校
- 山形市立南小学校
- 山形市立西小学校
- 山形市立東小学校
- 山形市立鈴川小学校
- 山形市立千歳小学校
- 山形市立金井小学校
- 山形市立大郷小学校
- 山形市立明治小学校
- 山形市立出羽小学校
- 山形市立楯山小学校
- 山形市立高瀬小学校
- 山形市立山寺小学校
- 山形市立東沢小学校
- 山形市立滝山小学校
- 山形市立桜田小学校
- 山形市立南沼原小学校
- 山形市立宮浦小学校
- 山形市立蔵王第一小学校
- 山形市立蔵王第二小学校
- 山形市立蔵王第三小学校
- 山形市立南山形小学校
- 山形市立本沢小学校
- 山形市立西山形小学校
- 山形市立村木沢小学校
- 山形市立大曽根小学校
- 山形市立みはらしの丘小学校

### 米沢市
- 米沢市立興譲小学校
- 米沢市立東部小学校
- 米沢市立西部小学校
- 米沢市立南部小学校
- 米沢市立北部小学校
- 米沢市立窪田小学校
- 米沢市立愛宕小学校
- 米沢市立上郷小学校
- 米沢市立塩井小学校
- 米沢市立広幡小学校
- 米沢市立松川小学校
- 米沢市立万世小学校
- 米沢市立六郷小学校
- 米沢市立南原小学校
  - 米沢市立南原小学校李山分校（休校中）

### 鶴岡市
- 鶴岡市立朝暘第一小学校
- 鶴岡市立朝暘第二小学校
- 鶴岡市立朝暘第三小学校
- 鶴岡市立朝暘第四小学校
- 鶴岡市立朝暘第五小学校
- 鶴岡市立朝暘第六小学校
- 鶴岡市立斎小学校
- 鶴岡市立黄金小学校
- 鶴岡市立大泉小学校
- 鶴岡市立京田小学校
- 鶴岡市立豊浦小学校
- 鶴岡市立湯野浜小学校
- 鶴岡市立大山小学校
- 鶴岡市立西郷小学校
- 鶴岡市立上郷小学校
- 鶴岡市立藤島小学校
- 鶴岡市立東栄小学校
- 鶴岡市立渡前小学校
- 鶴岡市立羽黒小学校
- 鶴岡市立櫛引東小学校
- 鶴岡市立櫛引西小学校
- 鶴岡市立櫛引南小学校
- 鶴岡市立あさひ小学校
- 鶴岡市立鼠ケ関小学校
- 鶴岡市立あつみ小学校
- 鶴岡市立広瀬小学校

### 酒田市
- 酒田市立琢成小学校
- 酒田市立浜田小学校
- 酒田市立若浜小学校
- 酒田市立富士見小学校
- 酒田市立松原小学校
- 酒田市立松陵小学校
- 酒田市立泉小学校
- 酒田市立西荒瀬小学校
- 酒田市立新堀小学校
- 酒田市立広野小学校
- 酒田市立浜中小学校
- 酒田市立黒森小学校
- 酒田市立十坂小学校
- 酒田市立宮野浦小学校
- 酒田市立平田小学校
- 酒田市立鳥海小学校
- 酒田市立一條小学校
- 酒田市立八幡小学校
- 酒田市立松山小学校
- 酒田市立南平田小学校
- 酒田市立飛島小学校（休校中）
- 酒田市立亀ヶ崎小学校

### 新庄市
- 新庄市立新庄小学校
- 新庄市立日新小学校
- 新庄市立本合海小学校
- 新庄市立升形小学校
- 新庄市立萩野学園（義務教育学校）
- 新庄市立明倫学園（義務教育学校）

### 寒河江市
- 寒河江市立寒河江小学校
- 寒河江市立寒河江中部小学校
- 寒河江市立南部小学校
- 寒河江市立柴橋小学校
- 寒河江市立白岩小学校
- 寒河江市立高松小学校
- 寒河江市立醍醐小学校
- 寒河江市立西根小学校
- 寒河江市立三泉小学校

### 上山市
- 上山市立上山小学校
- 上山市立南小学校
- 上山市立中川小学校
- 上山市立宮川小学校

### 村山市
- 村山市立楯岡小学校
- 村山市立袖崎小学校
- 村山市立西郷小学校
- 村山市立戸沢小学校
- 村山市立大久保小学校
- 村山市立富並小学校
- 村山市立冨本小学校

### 長井市
- 長井市立長井小学校
- 長井市立西根小学校
- 長井市立平野小学校
- 長井市立伊佐沢小学校
- 長井市立豊田小学校
- 長井市立致芳小学校

### 天童市
- 天童市立天童中部小学校
- 天童市立天童南部小学校
- 天童市立天童北部小学校
- 天童市立荒谷小学校
- 天童市立蔵増小学校
- 天童市立高擶小学校
- 天童市立津山小学校
- 天童市立寺津小学校
- 天童市立長岡小学校
- 天童市立成生小学校
- 天童市立干布小学校
- 天童市立山口小学校

### 東根市
- 東根市立東根小学校
- 東根市立神町小学校
- 東根市立東郷小学校
- 東根市立高崎小学校
- 東根市立大富小学校
- 東根市立小田島小学校
- 東根市立長瀞小学校
- 東根市立東根中部小学校
- 東根市立大森小学校

### 尾花沢市
- 尾花沢市立尾花沢小学校
- 尾花沢市立宮沢小学校
- 尾花沢市立玉野小学校
- 尾花沢市立常盤小学校
- 尾花沢市立福原小学校

### 南陽市
- 南陽市立赤湯小学校
- 南陽市立漆山小学校
- 南陽市立沖郷小学校
- 南陽市立中川小学校（休校中）
- 南陽市立宮内小学校
- 南陽市立梨郷小学校

### 東村山郡
- 山辺町立相模小学校
- 山辺町立山辺小学校
- 中山町立長崎小学校
- 中山町立豊田小学校

### 西村山郡
- 河北町立溝延小学校
- 河北町立北谷地小学校
- 河北町立西里小学校
- 河北町立谷地南部小学校
- 河北町立谷地西部小学校
- 河北町立谷地中部小学校
- 西川町立西川小学校
- 朝日町立宮宿小学校
- 朝日町立西五百川小学校
- 朝日町立大谷小学校
- 大江町立左沢小学校
  - 大江町立左沢小学校藤田の丘分校
- 大江町立本郷東小学校

### 北村山郡
- 大石田町立大石田南小学校
- 大石田町立大石田小学校
- 大石田町立大石田北小学校

### 最上郡
- 金山町立金山小学校
- 最上町立大堀小学校
- 最上町立向町小学校
- 舟形町立舟形小学校
- 真室川町立真室川小学校
- 真室川町立真室川北部小学校
- 真室川町立真室川あさひ小学校
- 大蔵村立大蔵小学校
- 鮭川村立鮭川小学校
- 戸沢村立戸沢学園（義務教育学校）

### 東置賜郡
- 高畠町立亀岡小学校
- 高畠町立高畠小学校
- 高畠町立二井宿小学校
- 高畠町立糠野目小学校
- 高畠町立屋代小学校
- 高畠町立和田小学校
- 川西町立小松小学校
- 川西町立大塚小学校
- 川西町立犬川小学校
- 川西町立中郡小学校
- 川西町立吉島小学校

### 西置賜郡
- 小国町立叶水小中学校
- 小国町立小国小学校
- 白鷹町立蚕桑小学校
- 白鷹町立鮎貝小学校
- 白鷹町立荒砥小学校
- 白鷹町立東根小学校
- 飯豊町立第一小学校
- 飯豊町立第二小学校
- 飯豊町立添川小学校
- 飯豊町立手ノ子小学校

### 東田川郡
- 三川町立横山小学校
- 三川町立東郷小学校
- 三川町立押切小学校
- 庄内町立余目第一小学校
- 庄内町立余目第二小学校
- 庄内町立余目第三小学校
- 庄内町立余目第四小学校
- 庄内町立立川小学校

### 飽海郡
- 遊佐町立遊佐小学校